# Najoua Belyzel
Najoua Belyzel (nacida Najoua Mazouri; Nancy, Lorena, 15 de diciembre de 1981) es una cantante pop rock/electrónica francesa de origen marroquí.
Es comparada con Mylène Farmer por su estilo musical y su éxito en el mercado gay. [cita requerida]
Su primer trabajo en solitario fue el sencillo «Née de l'Amour et de la Haine» (Nacida del Amor y del Odio), publicado en 2002.
A este siguieron los sencillos:
- Gabriel (2005)
- Je ferme les yeux (2006)
- Comme toi (2006)

Su primer álbum, «Entre deux Mondes», salió a la venta el 29 de mayo de 2006. También es conocido como «Entre deux Mondes, En Equilibre» (Entre dos Mundos, En Equilibrio).
Tras él se publicaron los sencillos «Quand Revient l'Été» (2007) y «La bienvenue» (2009).
En 2009 publicó su segundo álbum: «Au Féminin» (En femenino).
A continuación publicó los sencillos «M (Hey Hey Hey)» (2009) y «Ma Sainte Nitouche» (2010).